# Saint-Andéol (Drôme)
Saint-Andéol è un comune francese di 58 abitanti situato nel dipartimento della Drôme della regione dell'Alvernia-Rodano-Alpi.

## Società

### Evoluzione demografica
Abitanti censiti